# Your Life Is a Lie
Your Life Is a Lie è un singolo del gruppo musicale statunitense MGMT, pubblicato nel 2013 ed estratto dal loro terzo album in studio MGMT.

## Tracce
- Download digitale

1. Your Life Is a Lie – 2:04
2. Your Life Is a Lie (A Sunroof Mix by Daniel Miller and Gareth Jones) – 6:57